# B68 Toftir II

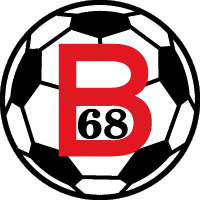
logo B68

B68 Toftir II – półprofesjonalny klub piłkarski na Wyspach Owczych w mieście Toftir. Drużyna jest rezerwami grającego w Effodeildin B68 Toftir. Barwy klubu to czarny i czerwony.

## Historia

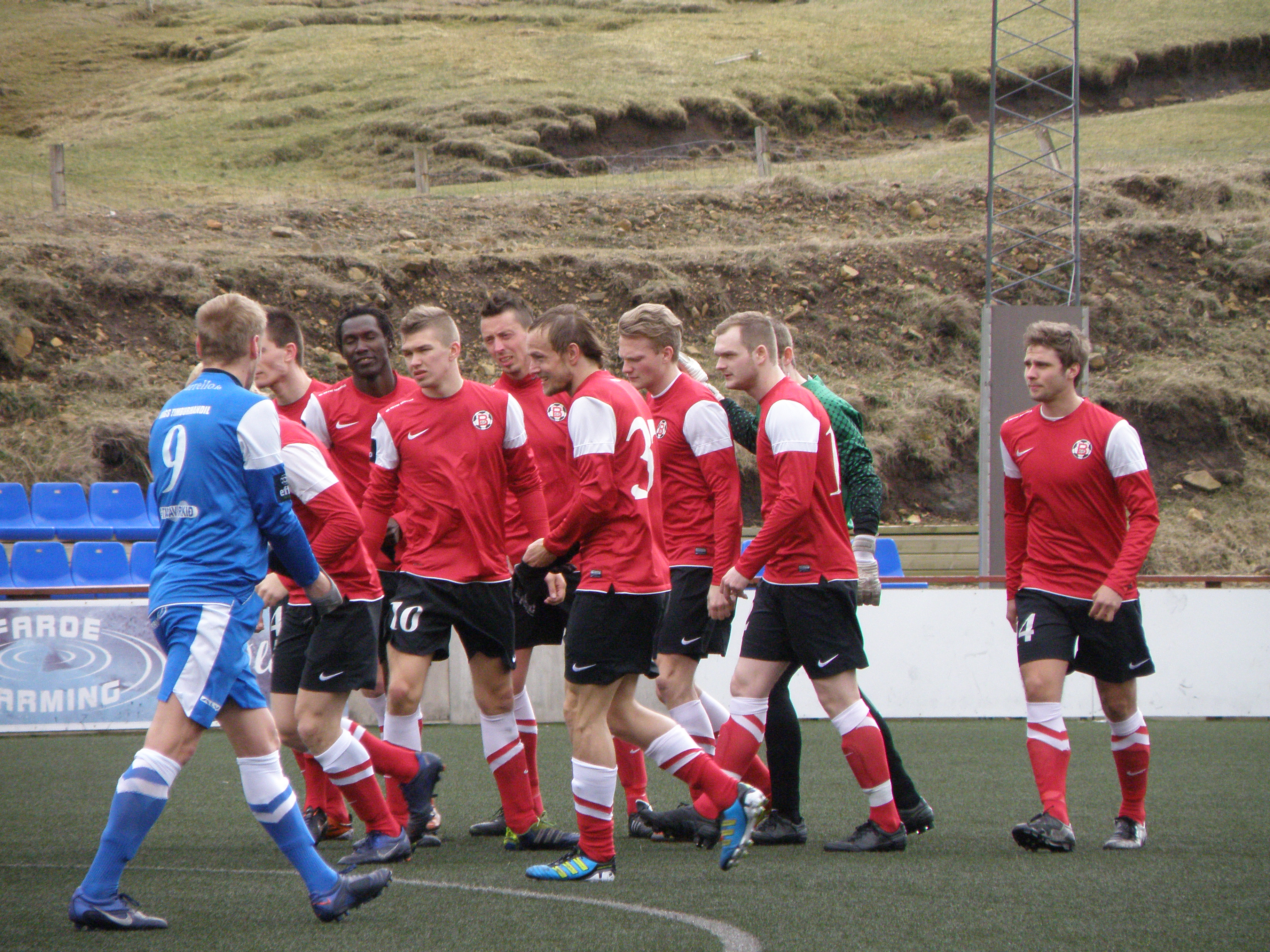
Piłkarze B68 podczas meczu wyjazdowego z FC Suduroy

Ze względu, że jest to drużyna rezerwowa, team nie może grać w najwyższej klasie rozgrywkowej, grać z pierwszą drużyną w tej samej lidze i nie może ubiegać się o grę w pucharze Wysp Owczych. Mimo to drużyna nie raz grała ze znacznie lepszymi drużynami. W najwyższej dla siebie lidze (drugi poziom rozgrywek) B68 II grało pierwszy raz w 1988 roku. Klub utrzymał się dzięki zwycięstwie nad rezerwami HB oraz porażce EB Eiði i Royna Hvalba. W następnym sezonie klub spadł zdobywając jedynie 9 punktów. Następny awans klub wywalczył w 1993 roku i zajął w nim 4. miejsce. Sezon '94 to bezpośredni spadek z ostatniego miejsca. Po roku nieobecności team znów wrócił do najwyższej dla siebie ligi. Sezon skończył na 6. lokacie. Trzeci raz z rzędu zdarzyło się, że w drugim sezonie w 2. deild klub spadł i znów z ostatniego miejsca. Klub powrócił w sezonie '03 i jako beniaminek zagrał jeden z najgorszych sezonów w swojej historii. Do baraży brakowało 11 punktów, do utrzymania 15 oczek. Dzięki reformacji drużyna mogła grać w 1. deild, ponieważ najwyższą ligą była Formuladeildin. W 2005 roku sprawy awansu pokrzyżował pierwszy zespół, ponieważ spadł z najwyższej klasy rozgrywkowej. Klub znów awansował dopiero w sezonie 2008 i zajął 7. miejsce z przewagą 5 punktów nad strefą spadkową. Drugi sezon w tej samej lidze dla rezerw B68 zawsze przypadał na spadek. W tym sezonie klub utrzymał się w lidze z dorobkiem 36 punktów na 6. miejscu. Zachwycony klub nie miał pojęcia, co ich będzie czekać w następnym roku. Drużyna podczas 27 spotkań zdobyła tylko 6 punktów przegrywając 23 razy. Ponowny awans klub uzyskał w 2012 roku, lecz wraz z rezerwami NSÍ spadł z ligi.

## Stadion
Stadionem domowym wszystkich drużyn B68 jest Svangaskarð. Może pomieścić 6 tysięcy widzów i posiada trawę naturalną. Na tym stadionie co roku dochodzi do meczów eliminacyjnych ligi europy.